# Heriberto Lazcano
Heriberto Lazcano, dit Z-3, né le 25 décembre 1974 à Apan, dans l'État d'Hidalgo (Mexique) et mort le 7 octobre 2012 au Coahuila, était  un    narcotrafiquant  mexicain. Lazcano était le chef présumé de los Zetas. Il était surnommé El Verdugo (Le Bourreau).
Lazcano était un soldat dans les unités spéciales du  Grupo Aeromóvil de Fuerzas Especiales  (GAFE) dans le sud du Mexique. Il a suivi une formation de combat et d'entraînement militaire de l'information et lutte contre le terrorisme. En 1997, le GAFE l'envoie au Nord du Mexique pour combattre le cartel du Golfe d'Osiel Cárdenas. Plusieurs membres de la GAFE y compris Lazcano, désertent et forment los Zetas, qui en 1999 rejoint le cartel du Golfe.
Lazcano serait responsable de la mort de centaines de personnes. Depuis l'arrestation de Cárdenas en 2003 la puissance des Zetas dans le cartel du Golfe a augmenté, et à partir de 2008, Lazcano est aussi appelé le chef de facto de l'entente. En février 2010, Los Zetas se séparent du cartel du Golfe. En 2005, Magazine Details a nommé Lazcano l'une des 50 personnes les plus influentes dans le monde.
Le  7 octobre  2012, Lazcano a été tué après un échange de coups de feu avec une unité de l'infanterie de marine mexicaine à Sabinas, État de Coahuila participant à la lutte contre les narcotrafiquants au Mexique. Son corps a été volé à la morgue.

## Source
- (nl) Cet article est partiellement ou en totalité issu de l’article de Wikipédia en néerlandais intitulé « Heriberto Lazcano Lazcano » (voir la liste des auteurs).